# La casa delle tre sorelle
La casa delle tre sorelle (A Thousand Acres) è un romanzo dell'autrice statunitense Jane Smiley, pubblicato nel 1991.
Il libro ha vinto il National Book Critics Circle Award nel 1991 e il premio Pulitzer per la narrativa nel 1992.

## Trama
Verso la fine degli anni 70 un anziano agricoltore dell'Iowa, Larry Cook, regna come un patriarca sulla sua ricca e invidiata fattoria di circa mille acri.
Quasi all'improvviso un giorno decide di voler spartire la tenuta fra le tre figlie: un annuncio che innesca una serie di reazioni a catena che sconvolgeranno completamente l'assetto apparentemente tranquillo della famiglia; l'uomo comincerà a dare segni di squilibrio mentale e la situazione precipiterà sotto il peso di sogni infranti, tradimenti, segreti venuti a galla di colpo dopo anni di omertà e soprattutto di antiche, raccapriccianti e inconfessabili violenze che schiereranno il padre contro le due figlie maggiori, le quali, a loro volta, finiranno con lo schierarsi contro i rispettivi mariti. Le tre sorelle, però, si ritroveranno anche a schierarsi l'una contro l'altra e le conseguenze saranno devastanti...

## Opere derivate
Nel 1997, dal romanzo, la regista australiana Jocelyn Moorhouse ha tratto il film Segreti, con Jessica Lange (Ginny Cook Smith), Michelle Pfeiffer (Rose Cook Lewis) e Jennifer Jason Leigh (Caroline Cook); musica di Richard Hartley e Jenny Meltzer.

## Edizioni in italiano
- Jane Smiley, La casa delle tre sorelle, traduzione di Roberta Rambelli, Milano: Frassinelli, 1992
- Jane Smiley, Erediterai la terra, traduzione di Raffaella Vitangeli, Roma: La Nuova Frontiera, 2024